# Oberschledorn
Oberschledorn ist der größte Ortsteil der Stadt Medebach im Hochsauerlandkreis in Nordrhein-Westfalen und hatte im Februar 2021 864 Einwohner.

## Geografie
Das Dorf liegt rund fünf Kilometer nördlich der Kernstadt, direkt an der Landesgrenze von Nordrhein-Westfalen zu Hessen, eingebettet im Tal auf einer Höhe von ca. 480 m ü. NHN. Die hessische Kreisstadt Korbach liegt etwa 12 Kilometer entfernt. Zu den Wintersportorten Willingen und Winterberg sind es ungefähr 15 Kilometer, der Diemelsee und der Edersee als weitere Erholungsziele liegen 20 Kilometer entfernt. Der Ort ist landwirtschaftlich sowie industriell geprägt. Durch den Ort fließt die Wilde Aa.

## Nachbarorte
Angrenzende Orte sind Düdinghausen, Referinghausen und Nieder-Schleidern.

## Geschichte

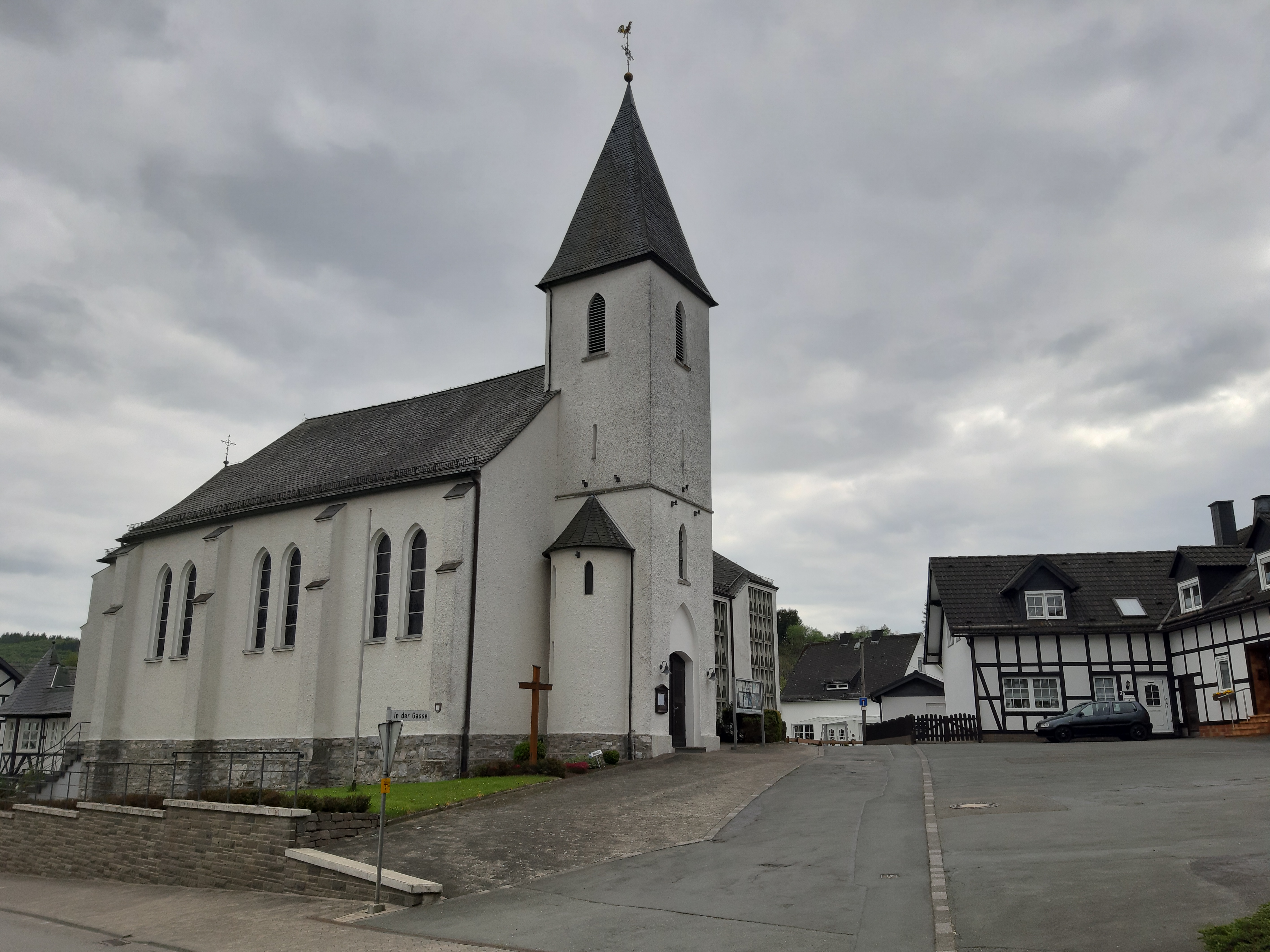
St. Antonius

Oberschledorn wurde im Jahre 1236 erstmals urkundlich als Wohnsitz des Ritters Herm de Sledere erwähnt. Damals gehörte der Ort zur Freigrafschaft und Pfarrei Düdinghausen. Am 17. Mai 1890 wurde das Dorf durch einen großen Brand in Mitleidenschaft gezogen, 21 Familien mit 129 Personen wurden obdachlos. Die St.-Antonius-Kirche wurde am 21. Mai 1896 feierlich benediziert, der Vorgängerbau war bei dem Brand 1890 ebenfalls zerstört worden. Aus der alten Kirche sind noch Figuren des Hl. Antonius und der Hl. Agatha sowie eine Monstranz vom 18. Jahrhundert erhalten. Im Dezember 1902 nahm die Kleinbahn Steinhelle–Medebach ihren Betrieb in Oberschledorn auf.
Kurz vor dem Ende des Zweiten Weltkriegs wurden 71 Kriegsgefangene aus der Sowjetunion, welche aus westlicheren Gebieten abtransportiert wurden, im Dorf untergebracht. Am 29. und 30. April durchfuhren Hunderte von Panzern und anderen Fahrzeugen der US-Army das Dorf Richtung Norden. Die Bewohner des Wehrertüchtigungslagers in Oberschledorn wurden am 29. März gefangen genommen. Das Dorf selbst wurde am 1. April besetzt. Nördlich und südlich wurde je eine Batterie Geschütze in Stellung gebracht. Diese beschossen die Gegend um Küstelberg, wo sich deutsche Truppen aufhielten. Von der Wehrmacht wurden nur drei Granaten ins Dorf geschossen, welche ohne Wirkung blieben. Im Wald ums Dorf fiel zu dieser Zeit ein deutscher Soldat, welcher auf dem Dorffriedhof begraben wurde. Nach zwei Wochen zogen die US-Truppen ab. Im Zweiten Weltkrieg fielen 27 Oberschledorner, zumeist an der Ostfront, als Soldaten.
Der Betrieb der Schmalspurbahn wurde am 23. Juni 1953 eingestellt. Seit dem 1. Juli 1969 ist das Dorf durch das Gesetz zur Neugliederung von Gemeinden des Landkreises Brilon ein Ortsteil der Stadt Medebach.
Am 4. September 2007 geriet Oberschledorn in die Schlagzeilen der Medien, weil dort drei deutsche Anhänger der terroristischen Organisation IJU von der Polizei festgenommen wurden. Die Presse benannte sie als die „Terrorbomber aus dem Sauerland“, da ihnen die Vorbereitung von Sprengstoffanschlägen vorgeworfen wurde.

## Wirtschaft
Viele Unternehmen, die jetzt in Medebach ihren Nebenstandort haben, haben ihren Ursprung in Oberschledorn. Daneben spielt der Fremdenverkehr eine große Rolle. Für den Tourismus stehen ungefähr 100 Betten in Pensionen, der Gastronomie und Ferienwohnungen bereit.

## Kultur

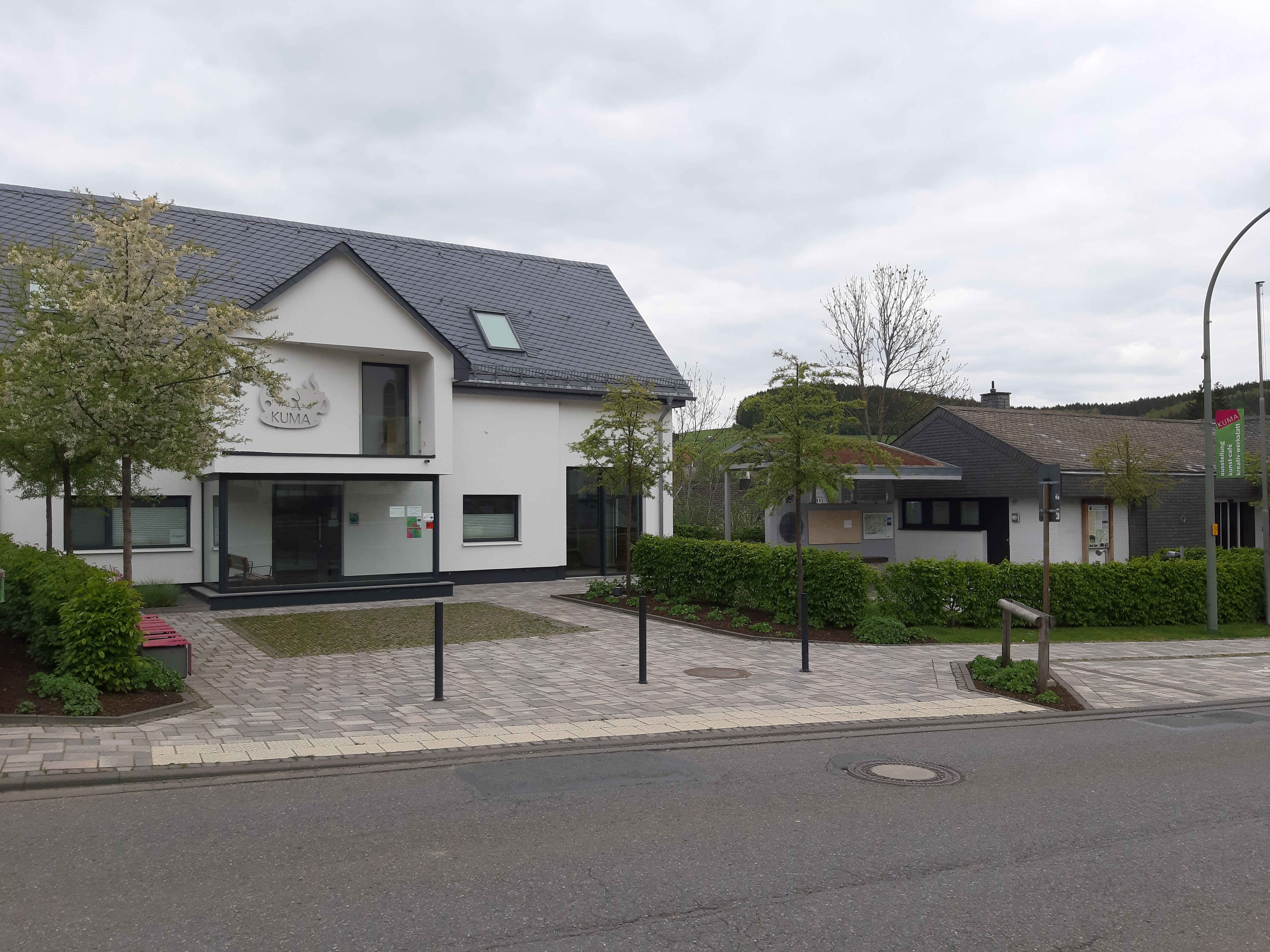
Blick von der Hauptstraße

Das Kultur- und Malzentrum, oft nur KUMA genannt, befindet sich seit 2015 in der Ortsmitte Oberschledorns. Dazu gehört eine dauerhafte Kunstausstellung über das Leben und Wirken der Kirchenmalerfamilie Bergenthal. Die Sammlungen besitzen einen großen künstlerischen sowie kunsthistorischen Wert. Die Familie Bergenthal war von 1887 bis 1994 in Oberschledorn tätig. Zu KuMa gehören neben der Kunstausstellung auch ein Kunstatelier sowie ein Kunstcafé.

## Persönlichkeiten
- Hermann Bergenthal (* 7. Oktober 1891 in Oberschledorn; † 4. Dezember 1975 in Oberschledorn) war Maler.
- Josef Bergenthal (* 1. November 1900 in Oberschledorn; † 24. August 1982 in Münster) war Schriftsteller.
- Johann Joseph Claßen oder Clahsen; auch Hans Claßen (* 28. April 1953 in Oberschledorn; † 28. Januar 2017 in Arnsberg[10]) war Dichter, Literaturzeitschrift- und Anthologieherausgeber.